# Fredrik Ljungberg (komiker)
Karl Fredrik Ljungberg, född 18 april 1973 i Lund, har jobbat på bland annat Varanteatern, Varan-TV, Tyskarna från Lund och Kreml High. Utbildad gymnasielärare och högstadielärare i engelska och historia. Även utbildad informatör. Bor i Malmö. Idag arbetar Ljungberg på Västra Hamnens skola i Malmö.